# Makkabiade 2022

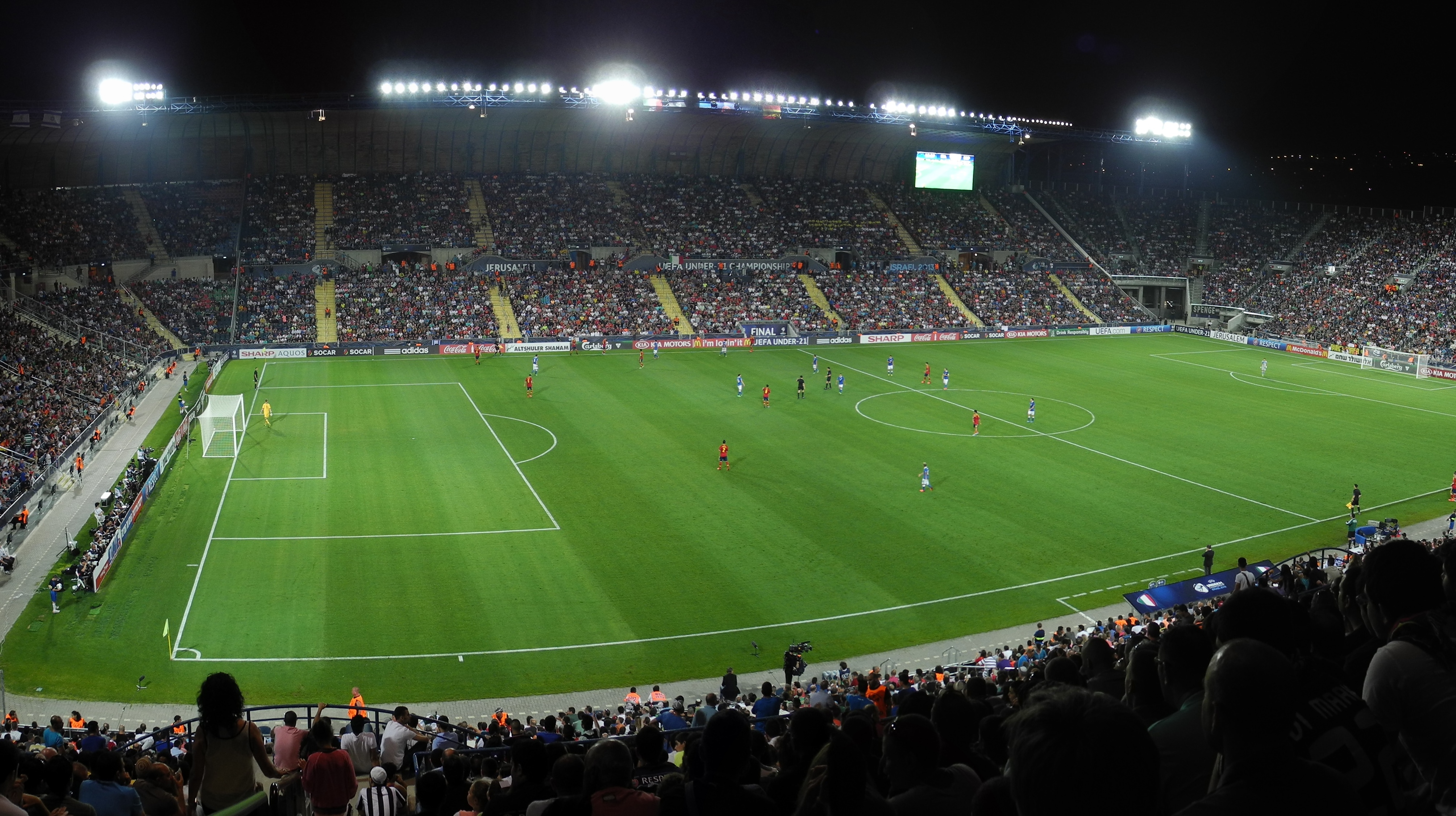
Das Teddy-Stadion in Jerusalem, wo die Eröffnungsfeier stattfand

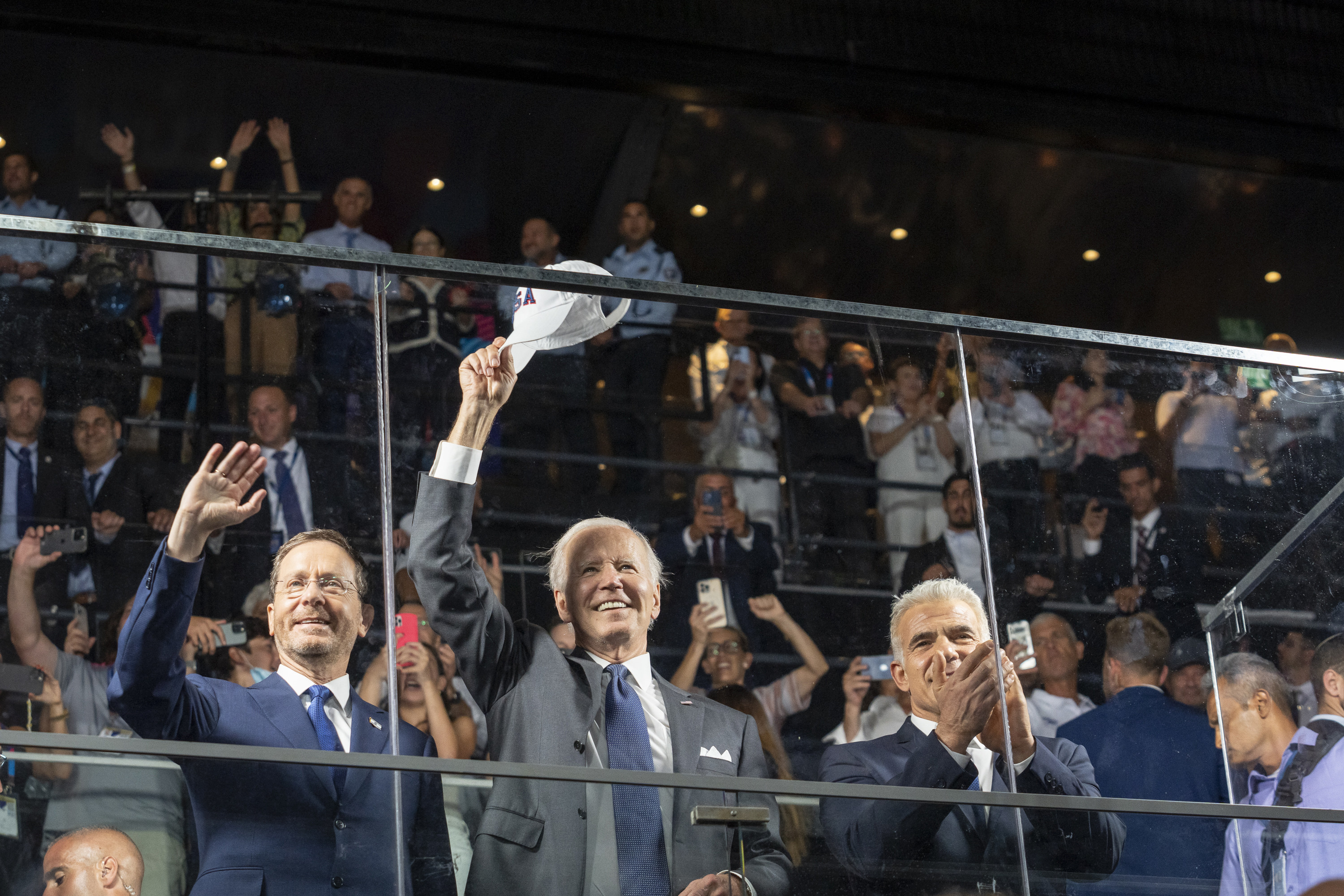
Eröffnungsfeier im Teddy-Stadion mit (v. l. n. r.) Staatspräsident Jitzchak Herzog, US-Präsident Joe Biden und Ministerpräsident Jair Lapid (14. Juli 2022)

Die 21. Makkabiade (hebräisch המכביה ה-21) wurde vom 12. Juli bis zum 25. Juli 2022 in Jerusalem ausgetragen. Beim bisher größten Sportfest des Jahres 2022 nahmen rund 10.000 Athleten aus 60 Ländern an den Wettkämpfen in 42 Sportarten teil. Die Spiele sollten turnusgemäß im Juli 2021 ausgetragen werden, wurden aber wegen der COVID-19-Pandemie um ein Jahr verschoben.
Hauptwettkampforte waren Jerusalem, Haifa und Netanja.

## Teilnehmende Nationen
Teilnahmeberechtigt waren jüdische Athleten aus der ganzen Welt sowie alle israelischen Staatsbürger unabhängig von ihrer Religionszugehörigkeit.
| - Argentinien - Aserbaidschan - Australien - Bahamas (erste Teilnahme) - Belgien - Brasilien - Chile - Costa Rica - Deutschland - El Salvador - Estland - Finnland - Frankreich - Georgien - Gibraltar - Griechenland | - Honduras - Hongkong - Indien - Irland - Israel - Italien - Japan - Kanada - Kasachstan - Kirgisistan - Kolumbien - Kuba - Litauen - Mexiko | - Moldau - Neuseeland - Niederlande - Panama - Paraguay - Peru - Polen - Puerto Rico - Rumänien - Sambia - Schottland - Schweden - Schweiz | - Serbien - Simbabwe - Singapur - Slowakei - Spanien - Südafrika - Tschechien - Türkei - Ukraine - Ungarn - Uruguay - Venezuela - Vereinigte Staaten - Vereinigtes Königreich |

## Sportarten
| - Badminton (Details) - Baseball (Details) - Basketball (Details) - Bowling (Details) - Bowls (Details) - Bridge (Details) - Fechten (Details) - Fußball (Details) - Futsal (Details) - Gewichtheben (Details) - Golf (Details) - Gymnastik (Details) | - Halbmarathon (Details) - Hockey (Details) - Judo (Details) - Karate (Details) - Cricket (Details) - Leichtathletik (Details) - Netball (Details) - Radsport (Details) - Ringen (Details) - Rudern (Details) - Rugby Union (Details) | - Schach (Details) - Schwimmen (Details) - Softball (Details) - Squash (Details) - Taekwondo (Details) - Tennis (Details) - Tischtennis (Details) - Triathlon (Details) - Volleyball (Details) - Wasserball (Details) |